# Rufoclanis reducta
Rufoclanis reducta är en fjärilsart som beskrevs av Karsch 1891. Rufoclanis reducta ingår i släktet Rufoclanis och familjen svärmare. Inga underarter finns listade.